# Neha Rathi
Neha Rathi (16 sierpnia 1983) – indyjska zapaśniczka walcząca w stylu wolnym. Zajęła piąte miejsce na mistrzostwach świata w 2011. Jedenasta na igrzyskach azjatyckich w 2006. Brązowa medalistka mistrzostw Azji w 2008 i 2012. Mistrzyni Wspólnoty Narodów w 2005 i 2011 i trzecia w 2003 i 2009. Siódma w Pucharze Świata w 2004 roku.
W roku 2013 została laureatką nagrody Arjuna Award.